# Вулиця Леся Танюка (Київ)
Ву́лиця Ле́ся Таню́ка — вулиця в Деснянському районі міста Києва, селище Биківня. Пролягає від вулиці Григорія Косинки до вулиці Євгена Плужника.

## Історія
Вулиця виникла в 2010-ті роки під проектною назвою Проектна 13073. Назва на честь українського режисера театру і кіно, засновника і голови Всеукраїнського товариства «Меморіал» ім. В. Стуса Леся Танюка - з 2017 року.